# Norvegia all'Eurovision Young Musicians
La Norvegia è stata tra le prime 6 nazioni ad aver debuttato alla prima edizione dell'Eurovision Young Musicians nel 1982 svoltasi a Manchester, nel Regno Unito. 
Al 2024 è la nazione partecipante con più partecipazioni, con 20 partecipazioni totali.

## Partecipazioni
- Primo posto
- Secondo posto
- Terzo posto

| Anno                            | Artista                     | Strumento           | Canzone | Posizione           | Posizione           |                     |
| Anno                            | Artista                     | Strumento           | Canzone | Finale              | Semifinale          |                     |
| ------------------------------- | --------------------------- | ------------------- | --- | ------------------- | ------------------- | ------------------- |
| 1982                            | Atle Sponberg               | Violino             | 1) Concerto per Violino, No.1, di Niccolò Paganini | F                   | Niente semifinali   |                     |
| Nessuna partecipazione nel 1984 |                             |                     | |                     |                     |                     |
| 1986                            | Ellen Margrete Flesjo       | Violoncello         | N.A. | Non qualificata     | Non qualificata     |                     |
| 1988                            | Leif Ove Andsnes            | Pianoforte          | 1) Concerto per Pianoforte e Orchestra, No.3, in C, Op.26, di Sergei Prokofiev | 2º                  | N.A.                |                     |
| 1990                            | Gudrun Skretting            | Pianoforte          | N.A. | Non qualificata     | Non qualificata     |                     |
| 1992                            | Henning Kraggerud           | Violino             | N.A. | F                   | N.A.                |                     |
| 1994                            | Rolf-Erik Nystrøm           | Sassofono           | 1) Suite pour saxophone alto et piano, parte I, di Paul Bonneau | Non qualificata     | Non qualificata     |                     |
| 1996                            | Gunilla Süssmann            | Pianoforte          | N.A. | F                   | N.A.                |                     |
| 1998                            | Kristian Lindberg           | Violino             | N.A. | Non qualificata     | Non qualificata     |                     |
| 2000                            | David Coucheron             | Violino             | 1) Carmen Fantasy, di Franz Waxman | F                   | N.A.                |                     |
| 2002                            | Vilde Frang Bjærke          | Violino             | N.A. | Non qualificata     | Non qualificata     |                     |
| 2004                            | Vilde Frang Bjærke          | Violino             | 1) Concerto per Violino, 3° movimento, di Jean Sibelius | F                   | N.A.                |                     |
| 2006                            | Tine Thing Helseth          | Tromba              | 1) Concerto per Tromba e Orchestra, 1° movimento, di Joseph Haydn | 2º                  | N.A.                |                     |
| 2008                            | Eldbjørg Hemsing            | Violino             | 1) Tzigane (rapsodie de Concert), di Maurice Ravel 2) Subito per Violino e Pianoforte, di Witold Lutosławski 3) Carmen Fantasie, di Franz Waxman | 3º                  | N.A.                |                     |
| 2010                            | Guro Kleven Hagen           | Violino             | 1) Concerto per Violino e Orchestra in D-Major, 3° movimento, di Peter Tchaikovsky | 2º                  | N.A.                |                     |
| 2012                            | Eivind Holtsmark Ringstad   | Viola               | 1) Sonata, No. 1, Op. 120 F minor, 1° movimento, Allegro Appassionata, di Johannes Brahms 2) Sonata, No. 1, Op. 25 per Viola solista, 4° movimento, Rasendes Zeitmass. Wild. Tonschonheit ist Nebesache, di Paul Hindemith 3) Andante e Rondo Ungarese, di Carl Maria von Weber 4) Concerto per Viola, 2° & 3° movimento, di Béla Viktor János Bartók (Serata finale) | 1º                  | N.A.                |                     |
| 2014                            | Sonoko Miriam Shimano Welde | Violino             | 1) Poème, Op.25, di Ernest Chausson 2) 3° movimento, Concerto per Violino, No. 1, in G minore, Op. 26, di Max Bruch (Serata finale) | F                   | Niente semifinali   |                     |
| 2016                            | Ludvig Gudim                | Violino             | 1) Carmen Fantasie, di Franz Waxman | F                   | Niente semifinali   |                     |
| 2018                            | Birgitta Elisa Oftestad     | Violoncello         | 1) 1° movimento, Concerto per Violoncello, No. 1, di Dmitri Shostakovich 2) Adagio e Allegro, di Robert Schumann | F                   | N.A.                |                     |
| 2020                            | Edizione cancellata         | Edizione cancellata | Edizione cancellata | Edizione cancellata | Edizione cancellata | Edizione cancellata |
| 2022                            | Alma Serafin Kraggerud      | Violino             | 1) Introduzione e Rondò Capriccioso, op. 28 di Camille Saint-Saëns | 3º                  | Niente semifinali   |                     |
| 2024                            | Sebastian Egebakken Svenøy  | Pianoforte          | 1) 3° movimento dal Concerto per pianoforte n. 5 di Camille Saint-Saëns | F                   | Niente semifinali   |                     |

## Città ospitanti
| Anno | Città  | Luogo                | Presentatori                |
| ---- | ------ | -------------------- | --------------------------- |
| 2000 | Bergen | Grieg Hall           | Arild Erikstad              |
| 2024 | Bodø   | Stormen Konserthuset | Silje Nordnes Mona Berntsen |